# Пепиће
Пепиће (алб. Pepiq) је насељено место у општини Пећ, на Косову и Метохији. Према попису становништва из 2011. у насељу је живело 10 становника.

## Становништво
Према попису из 2011. године, Пепиће има следећи етнички састав становништва:
| Националност | 2011.       |
| Албанци      | 10 (100,0%) |
| Укупно       | 10          |

| Демографија | Демографија | Демографија |
| Година      | Становника  | Становника  |
| ----------- | ----------- | ----------- |
| 1948.       | 150         |             |
| 1953.       | 157         |             |
| 1961.       | 194         |             |
| 1971.       | 202         |             |
| 1981.       | 159         |             |
| 1991.       | 153         |             |
| 2011.       | 10          |             |